# AN/ALQ-126
Bei dem AN/ALQ-126 (JETDS-Bezeichnung) handelt es sich um ein luftgestütztes System für elektronische Gegenmaßnahmen auf kurze bis mittlere Entfernung. Es wurde von dem US-Konzern Sanders Associates produziert, welcher nun Teil von BAE Systems ist.

## Entwicklung
Die Entwicklung des ALQ-126 begann 1969 mit dem Ziel, das inzwischen veraltete AN/ALQ-100 abzulösen. Im Jahre 1973 begann die Produktion und bis zum Produktionsstopp 2000 wurden insgesamt 1.828 Geräte geliefert. Da das System noch in vielen Ländern aktiv eingesetzt wird, bietet BAE auch weiterhin Support an. Während der Produktionsphase wurden zwei weitere Varianten entwickelt: das ALQ-126B, welches eine generelle Leistungssteigerung darstellt, und das ALQ-164, ein externes behältergestütztes Derivat des ALQ-126B mit einem zusätzlich integrierten AN/ALQ-162-CW-Störsystem.

## Technik
Das ALQ-126 wurde entworfen um Lenkwaffen mit Monopuls- oder Minimumpeilungs-Radarsuchköpfen zu stören. Da das System hauptsächlich dem Selbstschutz dient, ist es zwar leicht und verbraucht wenig Energie, dafür kann es aber keine starken Radare stören (z. B. von SAM-Stellungen oder AWACS-Maschinen). Um auch auf neue Bedrohungen reagieren zu können, besteht die Möglichkeit, Teile der Software in kurzer Zeit neu zu konfigurieren. Das ALQ-126 benötigt zwingend eine Verbindung zur Radarwarnanlage des Trägerflugzeuges, um seine Störtechnik anpassen zu können. Um die Effizienz weiter zu steigern, wird es oft mit einem AN/ALQ-162 verbunden, welches auch gegen CW-Radargeräte eingesetzt werden kann. Da das System schon lange auf einer breiten Palette von Flugzeugen zum Einsatz kommt, wurde es bereits in vielen Konflikten eingesetzt. Die Leistungen werden als zufriedenstellend eingestuft, wobei die Neuprogrammierung der Software oft Probleme bereitet, sodass die maximale Effizienz in vielen Fällen nicht erreicht werden konnte.

## Plattformen
- A-4 Skyhawk
- A-6 Intruder
- A-7 Corsair
- F-4 Phantom II
- F-14 Tomcat
- F-18A-D Hornet
- EA-6B Prowler
- RF-4 Phantom II

## Technische Daten
- Volumen: 0,07 m³
- Gewicht: 86,3 kg
- Frequenzbereich: 2–20 GHz
- Energiebedarf: 3 kW
- Abstrahlleistung: >1 kW pro Frequenzband
- Reaktionszeit: 0,1 µs